# Русский романс
Русский романс — жанр поэтического и вокально-инструментального искусства романса, сформировавшийся в России на волне веяний романтизма в первой половине XIX века. Ведущий вклад в его становление внесли композиторы Алябьев, Варламов и Гурилёв. Во многих романсах обыгрываются цыганские мотивы (т. н. «цыганщина»). В продолжение XIX века сформировалось несколько поджанров — салонный романс, жестокий романс, цыганский романс и др.

## Романс в XVIII веке
В XVIII веке «романсом» называлось вокальное произведение на французском языке (пусть и написанное русским композитором), а произведение с текстом на русском языке — «российской песней». «Романсами» также называли стихи поэтов типа Сумарокова или Тредиаковского, в которых звучали народные напевные мотивы.

## Романс в XX веке
«Золотой век» русского романса пришёлся на начало XX века, когда работали такие крупные и самобытные исполнители, как А. Вертинский и А. Вяльцева. Позднее традиции романса продолжали в эмиграции Пётр Лещенко и Алла Баянова, в СССР — Изабелла Юрьева, Тамара Церетели и Вадим Козин.
В советское время, особенно с конца 1930-х годов, романс подвергался гонениям как пережиток царской эпохи, вредный для строителей социалистического будущего. Ведущие исполнители замолчали: либо были репрессированы, либо вынуждены были покинуть родину.
Возрождение традиционной школы русского романса пришлось на 1970-е годы, когда романсы стали исполнять Валентина Пономарёва, Нани Брегвадзе и другие яркие артисты сцены.

## Виды русского романса
- Классический романс — написанный профессиональными композиторами[3].
- Городской романс (бытовой, мещанский) — авторский по способу создания, но фольклорный по способу бытования, прототип русского шансона.
- Цыганский романс — жанр, сформировавшийся к середине XIX века на основе русских народных песен и бытовых романсов под влиянием хоров петербургских и московских цыган.
- Жестокий романс — особенностью которого являются яркость персонажей, контрастность чувств, мелодраматизм, острота ситуации, доходящая до крайности.
- Казачий романс — казачьи авторские песни, на казачью тематику, зародились на Дону. К «казачьим романсам» нередко ошибочно причисляется и написанный в Петербурге и впервые исполненный там же популярный романс 1840-х годов Н. П. Девитте, аристократа голландского происхождения, на слова Андрея Молчанова — «Не для меня придёт весна…».

Серьёзный вклад в классификацию русского романса внёс коллекционер и исследователь жанра Анатолий Титов. Помимо упомянутых видов, им выделены: дворянский романс, романс-ответ, иронический, актёрский, белогвардейский, тюремный и другие. Отдельным жанром близким с романсом обозначена мелодекламация.
Григорий Мартыненко классифицировал русские романсы следующим образом:
Степень профессионализма:
- классический;
- бытовой.

Жанры:
- элегия;
- баллада;
- серенада;
- баркарола;
- застольный романс.

Социальная отнесённость:
- городской (в том числе усадебный, гусарский, салонный, студенческий);
- народный (в том числе ямщицкий, тюремный);
- цыганский.

## Авторы романсов
- Алябьев, Александр Александрович,
- Булахов, Пётр Петрович,
- Варламов, Александр Егорович,
- Верстовский, Алексей Николаевич,
- Геништа, Иосиф Иосифович,
- Глинка, Михаил Иванович,
- Гурилёв, Александр Львович,
- Даргомыжский, Александр Сергеевич,
- Дюбюк, Александр Иванович,
- Козьминых-Ланин, Иван Михайлович,
- Кюи, Цезарь Антонович (автор опубликованного исследования о русском романсе, 1896),
- Метнер, Николай Карлович,
- Прозоровский, Борис Алексеевич,
- Рахманинов, Сергей Васильевич,
- Римский-Корсаков, Николай Андреевич,
- Рубинштейн, Антон Григорьевич,
- Свиридов, Георгий Васильевич,
- Фомин, Борис Иванович,
- Харито, Николай Иванович,
- Хмарский, Кирилл Венедиктович,
- Чайковский, Пётр Ильич.

## Конкурсы
В современной России существование и развитие этого музыкального жанра централизованно поддерживается проведением мероприятий типа московского международного конкурса молодых исполнителей русского романса «Романсиада».